# سكوت جارنر
سكوت جارنر (بالإنجليزية: Scott Garner)‏ (20 سبتمبر 1989 في المملكة المتحدة - ) هو لاعب كرة قدم بريطاني في مركز الدفاع. شارك مع منتخب إنجلترا لكرة القدم C ‏. أما مع النوادي، فقد لعب مع غريمسبي تاون وكامبريدج يونايتد وليستر سيتي وAlfreton Town F.C. ‏ ولينكولن سيتي أف سي ونادي مانسفيلد تاون وإيكستون تاون ‏ ونادي بوسطن يونايتد.

## وصلات خارجية
- سكوت جارنر على موقع قاعدة بيانات كرة القدم.إي يو (الإنجليزية)
- سكوت جارنر على موقع Soccerbase.com (لاعب) (الإنجليزية)
- سكوت جارنر على موقع Soccerway.com (الإنجليزية)